# Nordsøen
Nordsøen (eller Vesterhavet) har et areal på cirka 575.000 kvadratkilometer og en gennemsnitlig dybde på 95 meter. Største dybde er 690 meter.
Nordsøen afgrænses mod syd af den Engelske Kanal, mod øst af det europæiske fastland og Skagerrak og mod nord af Norge samt området mellem Norge og Storbritannien, hvor Atlanterhavet møder Nordsøen, som derfor kaldes for et randhav til Atlanterhavet. Storbritannien danner grænsen mod vest.

## Navnet
I Danmark hedder hele havet fra den vestjyske kyst op til og med Hanstholm og vestpå til de britiske øer under et Vesterhavet; nord for Hanstholm hedder farvandet Skagerrak[kilde mangler]. I visse sammenhænge bruges benævnelsen "Vesterhavet" kun om den del af havet, som ligger ind mod den vestjyske kyst, mens fjernere områder går under egne benævnelser.
Navnet Nordsøen er af frisisk oprindelse og Nordsøen danner sprogligt par med Zuidersøen, som i dag er stærkt reduceret og kaldes IJsselmeer. I forbindelse med kort fra Hansaen blev navnet udbredt over hele Europa. Andre betegnelser, som tidligere var i brug, er Mare Frisicum, Oceanum Frisicum eller Mare Germanicum.

## Geologi og hydrologi

### Dannelse
Vesterhavet eksisterede allerede for 350 millioner år siden. Senere har havet gennemgået  mange forandringer. Nedflytningen af Vesterhavets bækken skete i tertiærtiden. Først efter  sidste istid for cirka 10.000 år siden fik havet stort set sin nuværende form. Havet forandrer sig stadig dynamisk. Vandspejlet er i gennemsnit hævet 33 cm  pr. århundrede i de sidste 7.500 år. I de sidste 100 år er vandspejlet hævet 20 til 25 cm.
I de sidste istider var Vesterhavet flere gange dækket af is. I de varme mellemistider var store dele af dagens kystlinje oversvømmet. I Weichselnedisningen var store vandmængder bundne som is, da indlandsisen over Skandinavien var tre km tyk. Vesterhavets vandspejl var derfor 120 meter lavere og kystlinjerne fandtes 600 km længere mod nord end i dag. Landforbindelsen mellem Storbritannien og Centraleuropa kaldes nu Doggerland efter Doggerbanken, og var beboet af mennesker.
For omkring 8.000 år siden åbnedes Den Engelske Kanal igen og i forbindelse med de sydlige kyster dannedes Vadehavet.

### Havets bundforhold
Vesterhavet er i gennemsnit 93 m dybt, mens den sydlige del ikke er dybere end 50 m. Dets areal er ca. 575.000 kvadratkilometer og volumen er omkring 54.000 km3. Den største dybde har det i en rende på op mod 725 m, der løber langs Norges sydkyst. Ved Doggerbanke er dybden kun 13 til 37 meter. Sådanne forskelle i havbunden findes flere steder og kaldes af engelske fiskere banks og pils. Langs kysterne ved Holland, Belgien og Storbritannien findes et stort antal grunde og sandbanker, som løber næsten parallelt med kysterne og består af sand og grus, som floderne har bragt med sig, og som tidevandet former.
Vesterhavet har mange og velkendte fiskebanker:
- Doggerbanke er en stor banke i den sydlige del, med dybder på ikke over 40 m,
- Lille og store fiskerbanke vest for Nordjylland, med dybder på 50-60 m,
- Ling banke sydvest for Stavanger, med dybder på 70-90 m,
- Fladen grund mellem Skotland og Rogaland, med dybder på 150 m
- Vikingbanke vest for Bergen.

Vadehavet strækker sig fra Den Helder i Nederlandene langs hele den tyske kyst til Esbjerg i Danmark.

### Hydrologi
Mest saltholdigt er vandet ud for den norske kyst (32 til 35 promille) og mindst saltholdigt i Skagerrak og i den sydlige halvdel (15 til 25 promille), hvor flere større floder udløber som Elben, Weser, Ems, Rhinen og Themsen.
Temperaturen i overfladevandet varierer i januar mellem 3 °C og 7 °C og i juli mellem 11 °C og 17 °C. I den sydlige del af Vesterhavet, hvor havet er forholdsvis lavvandet, er bundvandets temperatur om sommeren lidt koldere end vandet i overfladen, men længere nordpå er der en betydelig varmeforskel: ved Aberdeen omkring 6 °C og ved den norske kyst 9,5 °C. Vesterhavet fryser aldrig helt, men ved kysterne har havet i særligt kolde vintre et mindre isdække.
Den store tidevandsbølge fra Atlanten deler sig i to, når den når De Britiske øer. Den ene går gennem Den Engelske Kanal, den anden nord om Skotland. I gennemsnit er forskellen mellem ebbe og flod 3,3 m, mens den ved nordvestlig storm stiger til op til syv meter over normal vandstand. Det kaldes stormflod og har kostet tusinder af menneskeliv og har i tidens løb bevirket betydelige forandringer på de flade kyster.
Ad de floder, som udmunder direkte i Vesterhavet, tilføres hvert år mellem 296 og 354 km3 ferskvand, og fra floder, som udmunder i Østersøen, kommer yderligere 470 km3. Afstrømningsområdet til Vesterhavet er cirka 841.500 km² og til Østersøen  1.650.000 km², næsten dobbelt så stor. Den største ferskvandsstrøm flyder hovedsagelig 50 til 100 meter under vandoverfladen langs renden ved Norges kyst til Atlanten. Vandet fra de store floder ved de sydlige strande blander sig ikke så let med Vesterhavets salte vand, og ofte kan disse strømme udskilles langt fra kysterne.
Følgende udgør Vesterhavets vigtigste direkte tilstrømningsfloder:
- Rhinen/Maas og Waal (Nederlandene) 2 524 m³/s
- Elben (Tyskland) 856 m³/s
- Glomma (Norge) 603 m³/s
- Ijsselmeer (Nederlandene) 555 m³/s
- Weser (Tyskland) 358 m³/s
- Skjern å (Danmark) 206 m³/s
- Firth of Tay (Skotland) 203 m³/s
- Moray Firth (Skotland) 168 m³/s
- Schelde (Belgien/Nederlandene) 126 m³/s
- Humber (England) 125 m³/s
- Firth of Forth (Skotland) 112 m³/s
- Ems (Tyskland) 88 m³/s
- Tweed (England) 85 m³/s
- Themsen (England) 76 m³/s

I varme perioder ses en algeopblomstring i dele af Nordsøe.

## Politiske og økonomiske forhold
Landene, som grænser til Vesterhavet, hævder alle 22 km territorialfarvand, inden for hvilket de har specielle fiskerettigheder. EUs fælles fiskeripolitik er lavet for at koordinere fiskerettigheder og medvirke ved stridigheder dels mellem EU-lande indbyrdes, dels mellem EU og Norge.
Efter opdagelsen af råstofforekomster på bunden af Vesterhavet fastlagdes i Konventionen om kontinentalsoklen de enkelte landes rettigheder, hvilke for en stor del er afgrænsede på grundlag af princippet om midtlinjen. Midtlinjen defineres som linjen, hvor "hvert punkt i samme afstand fra det nærmeste punkt på de basislinjer hvorfra bredden af territorialfarvandet i hver stat måles".
Havbunden mellem Tyskland, Nederlandene og Danmark omfordeltes først efter langtrukne forhandlinger og en dom fra Den Internationale Domstol i Haag. Grænsen mellem Danmark og Tyskland blev fastlagt ud fra kontinentalsoklen og ikke midtlinjen.

### Lande omkring Vesterhavet
Følgende lande har helt eller delvis kyster, der grænser til Vesterhavet.
- Belgien
- Danmark
- Frankrig
- Nederlandene
- Norge
- Storbritannien (England og Skotland)
- Sverige
- Tyskland

### Fiskerier
Fiskeriet i Vesterhavet har gennem det 20. århundrede fået et stadig større omfang og er derfor blevet reguleret med hensyn til fordelingen af omfanget af de fiskende landes ret til fiskeri af de enkelte fiskearter (såkaldte fiskekvoter).  
| Danmark        | 96.494    | 284.527   | 528.127   | 1.806.191 | 1.328.251 | 1.284.365 | 1.249.656 |
| Norge          | 296.337   | 323.381   | 480.819   | 498.777   | 617.741   | 618.669   | 691.062   |
| Storbritannien | 308.895   | 343.002   | 410.775   | 389.417   | 343.205   | 355.385   | 295.367   |
| Tyskland       | 233.481   | 305.776   | 284.685   | 90.217    | 108.990   | 63.647    | 69.836    |
| Nederlandene   | 64.438    | 92.119    | 121.524   | 213.365   | 256.597   | 140.765   | 146.835   |
| Sovjetunionen  | 89.269    | 352.857   | 429.182   | 7.181     | 1         | 0         | 0         |
| Frankrig       | 79.751    | 149.769   | 202.948   | 100.861   | 64.860    | 35.262    | 55.379    |
| Sverige        | 43.680    | 71.899    | 124.790   | 86.465    | 116.695   | 72.863    | 131.991   |
| Færøerne       | 38.630    | 17.111    | 63.725    | 71.540    | 23.292    | 27.572    | 0         |
| Island         | 0         | 50.065    | 21.111    | 523       | 0         | 8         | 4.668     |
| Belgien        | 28.036    | 30.094    | 26.547    | 32.065    | 26.889    | 18.880    | 14.657    |
| Totalt         | 1.286.230 | 2.120.137 | 2.807.950 | 3.306.127 | 2.893.422 | 2.643.719 | 2.687.299 |

Tallene stammer fra FAO, gengivet efter University of British Columbia. Bemærk, at Skagerrak og Kattegat er inkluderet. 